# 삼국 방안
삼국 방안(영어: three-state solution)은 이스라엘-팔레스타인 분쟁을 해결하기 위해 제안된 방식이다. 서안 지구에 대한 통제권을 요르단, 가자 지구에 대한 통제권을 이집트에 반환한다는 방식이다.
삼국 방안은 본질적으로 1949년 휴전 협정과 1967년 6일 전쟁 사이에 존재했던 상황을 재현하는 것이다. 1949년부터 이집트는 가자 지구를 점령했고 요르단은 서안 지구를 점령했으며 팔레스타인 국가는 존재하지 않았다. 1950년 요르단은 공식적으로 서안 지구를 합병하고 아랍인들에게 요르단 시민권을 부여했었다.

## 같이 보기
- 일국 방안
- 두 국가 해법